# Fulakora
Fulakora es un género de hormigas perteneciente a la familia Formicidae. Se distribuyen por América y Oceanía.

## Especies
Se reconocen las siguientes:
- Fulakora agostii (Lacau & Delabie, 2002)
- Fulakora armigera (Mayr, 1887)
- Fulakora bierigi (Santschi, 1930)
- Fulakora celata (Mann, 1919)
- Fulakora chilensis (Mayr, 1887)
- Fulakora cleae (Delabie, 2002)
- Fulakora degenerata (Borgmeier, 1957)
- Fulakora egregia (Kusnezov, 1955)
- Fulakora elongata (Santschi, 1912)
- Fulakora exigua (Clark, 1928)
- Fulakora falcata (Lattke, 1991)
- Fulakora gnoma (Taylor, 1979)
- Fulakora gracilis (Clark, 1934)
- Fulakora heraldoi (Lacau & Delabie, 2002)
- Fulakora lucida (Clark, 1934)
- Fulakora lurilabes (Lattke, 1991)
- Fulakora minima (Kusnezov, 1955)
- Fulakora monrosi (Brown, 1960)
- Fulakora mystriops (Brown, 1960)
- Fulakora orizabana (Brown, 1960)
- Fulakora papuana (Taylor, 1979)
- Fulakora punctulata (Clark, 1934)
- Fulakora saundersi (Forel, 1892)
- Fulakora smithi (Brown, 1960)
- Fulakora wilsoni (Clark, 1928)